# Neil Eckersley
Neil James Eckersley (* 5. dubna 1964 Bolton) je bývalý britský zápasník – judista anglické národnosti, bronzový olympijský medailista z roku 1984.

## Sportovní kariéra
Vyrůstal v Little Hultonu. Judu se věnoval v Manchesteru pod vedením Tony Macconnella. Jeho specialitou byl boj na zemi (ne-waza) a techniky submisson.
V roce 1984 ještě jako junior přijel ve výborné formě na olympijské hry v Los Angeles. Pavoukem postupoval jednoduchou taktikou dostat soupeře na zem a nasadit mu páku. V semifinále to však na Japonce Šindži Hosokawu nestačilo. V boji o třetí místo byla jeho taktika proti Italu Felice Marianimu opět úspěšná a získal senzační bronzovou olympijskou medaili. V dalších letech upadl do sportovního průměru a znovu na sebe upozornil až s blížícími se olympijskými hrami v Soulu v roce 1988. Formu však nevyladil a skončil bez umístění. Sportovní kariéru ukončil v roce 1989. Věnuje se trenérské práci.

## Výsledky
| Turnaj             | 1983            | 1984            | 1985            | 1986            | 1987            | 1988            |
| Turnaj             | 19              | 20              | 21              | 22              | 23              | 24              |
| Turnaj             | superlehká váha | superlehká váha | superlehká váha | superlehká váha | superlehká váha | superlehká váha |
| ------------------ | --------------- | --------------- | --------------- | --------------- | --------------- | --------------- |
| Olympijské hry     |                 | 3.              |                 |                 |                 | úč.             |
| Mistrovství světa  | —               |                 | úč.             |                 | 7.              |                 |
| Mistrovství Evropy | —               | 5.              | úč.             | úč.             | 3.              | 3.              |
| MS juniorů         | úč.             |                 |                 |                 |                 |                 |
| ME juniorů         | 3.              | 5.              |                 |                 |                 |                 |